# 17210 Nadinemeister
17210 Nadinemeister este o planetă minoră (asteroid) din centura de asteroizi. A fost descoperită pe 7 ianuarie 2000 la Experimental Test Site⁠(d) de Lincoln Near-Earth Asteroid Research. 
Obiectul prezintă o orbită caracterizată de o semiaxă mare de 3,1730359 UAi, o excentricitate de 0,05, o înclinație de 13,47787 ° în raport cu ecliptica.